# Кадзі Маюмі
Кадзі Маюмі (яп. 加治 真弓; нар. 28 червня 1964) — японська футболістка. Вона грала за збірну Японії.

## Клубна кар'єра
Виступала в «Тасакі Кобе».

## Виступи за збірну
Дебютувала у збірній Японії 6 вересня 1981 року в поєдинку проти Англії. У складі японської збірної учасниця жіночого чемпіонату світу 1991 року. З 1981 по 1991 рік зіграла 48 матчів в національній збірній.

## Статистика виступів
| Збірна Японії | Збірна Японії | Збірна Японії |
| Рік           | Матчі         | Голи          |
| ------------- | ------------- | ------------- |
| 1981          | 1             | 0             |
| 1982          | 0             | 0             |
| 1983          | 0             | 0             |
| 1984          | 0             | 0             |
| 1985          | 0             | 0             |
| 1986          | 12            | 0             |
| 1987          | 4             | 0             |
| 1988          | 3             | 0             |
| 1989          | 9             | 0             |
| 1990          | 7             | 0             |
| 1991          | 12            | 0             |
| Загалом       | 48            | 0             |